# Cock o' the Walk
Pour plus de détails, voir Fiche technique et Distribution.
Cock o' the Walk est un court métrage d'animation américain de la série des Silly Symphonies produit par Walt Disney et sorti le 30 novembre 1935. Ce film est inspiré de la fable Les Deux Coqs (1678) de Jean de La Fontaine.

## Synopsis
Un coq, vainqueur d'un tournoi de combats, revient en héros dans la basse-cour. Les poules forment une parade d'honneur pour l'accueillir. Une jeune poule abandonne son jeune prétendant au profit du héros et entame avec lui une danse sur l'air de La Carioca. Le prétendant échaudé défie alors le champion. Alors qu'il est sur le point de perdre le combat et sa fiancée, le sac du héros se renverse révélant la photo de ses femmes et de ses nombreux enfants. La fiancée courroucée retourne alors auprès du challenger pour lui donner un baiser d'encouragement qui le porte à la victoire.

## Fiche technique
- Titre original : Cock o' the Walk
- Autres Titres[3] :
  -  Allemagne : Der Eingebildete Hahn
  -  Suède : Den Stora tuppfäktningen
- Série : Silly Symphonies
- Réalisateur : Ben Sharpsteen assisté de Roy Williams[1]
- Scénario[1] : Otto Englander d'après Jean de La Fontaine
- Animateurs[1] : Jim Tyer, Leonard Sebring, Bill Tytla, Eric Larson, John McManus, Clyde Geronimi, Woolie Reitherman, Hardie Gramatky, Don Towsley[4]
- Décor : Mique Nelson
- Producteur : Walt Disney
- Société  de  production : Walt Disney Productions
- Distributeur : United Artists, RKO Radio Pictures
- Date de sortie[3],[5] : 30 novembre 1935
- Autres dates[1] :
  - Annoncée : 30 novembre 1935
  - Dépôt de copyright : 9 décembre 1935
  - Première à New York : 9 au 15 janvier 1936 au Radio City Music Hall en première partie de Sylvia Scarlett de George Cukor
- Format d'image : Couleur (Technicolor
- Son : Mono (RCA Sound System[3])
- Musique[1] :
  - Extrait de La Carioca (1933) de Vincent Youmans[2]
  - Musiques originales : Frank Churchill avant La Carioca, Albert Hay Malotte après
- Durée : 8 min 22 s
- Langue : (en)
- Pays :  États-Unis

## Commentaires
C'est la première participation du compositeur Albert Hay Malotte à une Silly Symphony. Toutefois c'est aussi l'une des rares Silly Symphonies à être sonorisée par une seule œuvre musicale, La Carioca (1933) de Vincent Youmans.